# Zernez
Zernez ([tsərˈnɛts]ⓘ) ist eine politische Gemeinde im Schweizer Kanton Graubünden. Sie gehört zur Region Engiadina Bassa/Val Müstair.
Zum 1. Januar 2015 fusionierte die bisherige Gemeinde Zernez mit den bis dahin selbständigen Gemeinden Lavin und Susch. Die neue Gemeinde heisst ebenfalls Zernez.

## Geographie
Das Dorf Zernez liegt auf einer Höhe von 1474 m im weiten Talboden des Engadins am Zusammenfluss von Inn und Spöl und hat rund 1600 mehrheitlich Rätoromanisch sprechende Einwohner. Der Ort ist wichtigster Ausgangspunkt für Wanderungen in den Schweizerischen Nationalpark; ein beliebtes Ziel ist zum Beispiel die Wanderhütte Chamanna Cluozza.
Zum Gemeindegebiet gehört neben dem Dorf Zernez mit der Fraktion Brail und dem Weiler Carolina seit Anfang 2015 auch das Gebiet der ehemaligen Gemeinden Lavin und Susch. Es grenzt sowohl an Italien als auch an Österreich.

## Geschichte

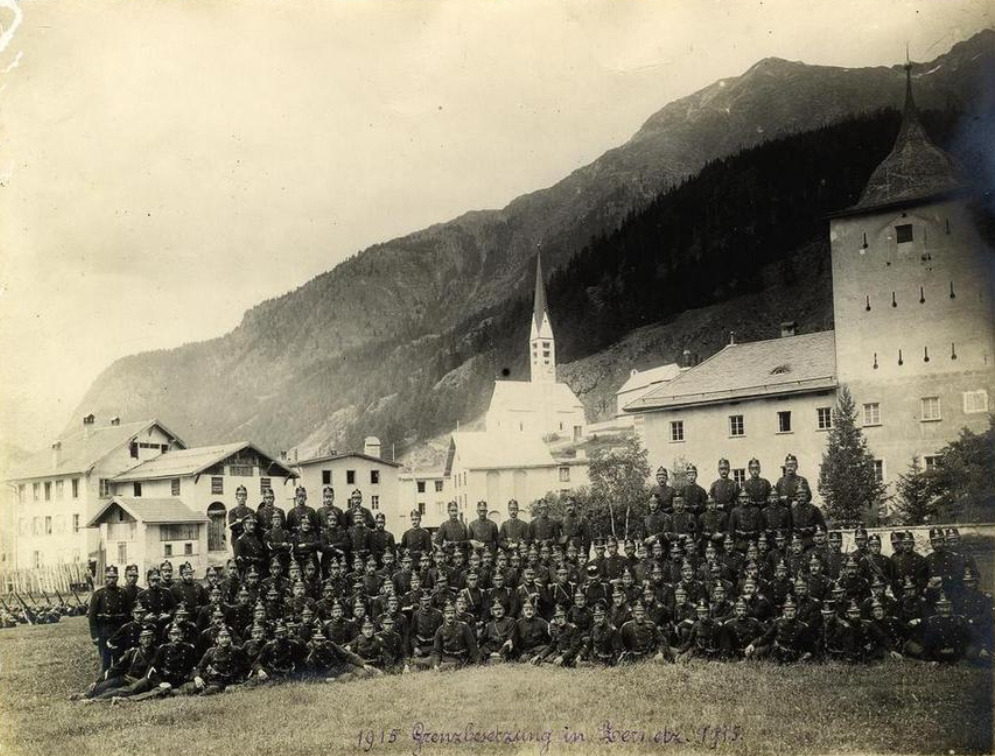
Mobilmachung einer Kompanie im Frühling 1915 in Zernez zur Besetzung der Grenze zu Italien und Österreich.
Österreich-Ungarn erklärte am 23. Mai 1915 Italien den Krieg. Bis zum Ende der Kampfhandlungen konzentrierte die Schweiz Truppen im Unterengadin und im Münstertal. In der Mitte des Bilds steht die 1609 von Rudolf von Planta gestiftete Pfarrkirche, rechts das ehemalige Schloss der Familie von Planta-Wildenberg, das seit 1956 als Gemeindehaus dient.

Zernez war schon in prähistorischer Zeit Siedlungsplatz, was eisenzeitliche Funde auf Muottas und Muottas da Clüs sowie bronzezeitliche Siedlungsreste in der Balm Ils cuvels bei Ova Spin zeigen. Auf dem Kirchhügel wurde 1968 und 1971 eine römische Siedlung mit Pferdewechselstation ausgegraben.
1131 wurde der Ort als Gumpo de Ernece, 1161–1164 als Zarnetz (beide Belege in einer Kopie von 1365) urkundlich erwähnt. Im 12. und 13. Jahrhundert erfolgten intensive Rodungen. Besitzungen der Herren von Tarasp und der Herren von Frickingen sind im 12. Jahrhundert, zahlreiche Höfe der Herren von Wildenberg im 13. Jahrhundert fassbar. Diese gingen an den Bischof von Chur und im 14. Jahrhundert an die Planta von Zuoz. Der Turm des Schlosses Wildenberg, der Turm der Familie von Mohr sowie mehrere in Bauernhäuser integrierte Wohntürme stammen aus dem Mittelalter. 1365 kam es in Zernez zu einem ersten Treffen im Vorfeld der Gründung des Gotteshausbundes von 1367.
1499 und 1622 wurde das Dorf zerstört. Der Reformation trat Zernez nach vorangegangenem Bildersturm 1553 bei. 1609 stiftete Rudolf von Planta die frühbarocke Pfarrkirche. Die Planta-Wildenberg dominierten bis ins 19. Jahrhundert die Politik von Zernez und des Unterengadins. 1652 kaufte sich Zernez wie das übrige Tal von Österreich los und gehörte bis 1851 zur Gerichtsgemeinde Obtasna.

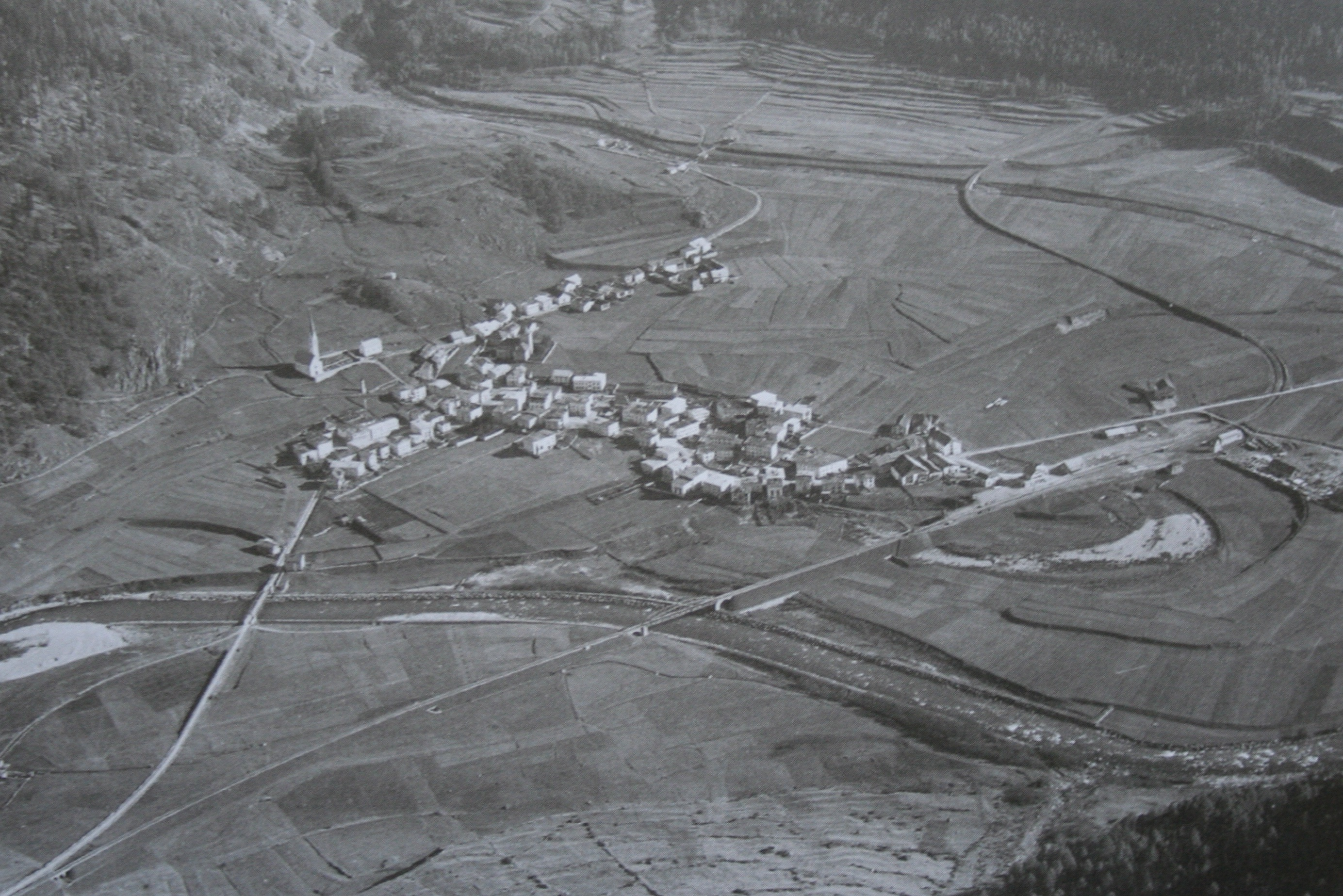
Zernez 1925 Richtung Süden, Aufnahme von Walter Mittelholzer

Der Wiederaufbau nach dem Dorfbrand von 1872, der grosse Teile des Ortes zerstört hatte, erfolgte im italienischen Stil mit für das Engadin sonst untypischen Halbflachdächern. Im Gebiet Buffalora und Il Fuorn am Ofenpass wurde vom 14. bis ins 17. Jahrhundert (mit Unterbrüchen) Eisenerz gewonnen und verhüttet. Vom 15. bis Ende des 19. Jahrhunderts wurden riesige Mengen Holz nach Hall in Tirol geflösst. Während des Zweiten Weltkriegs wurden in der Umgebung von Zernez die Sperrstellen Ova Spin und Crastatscha erstellt.

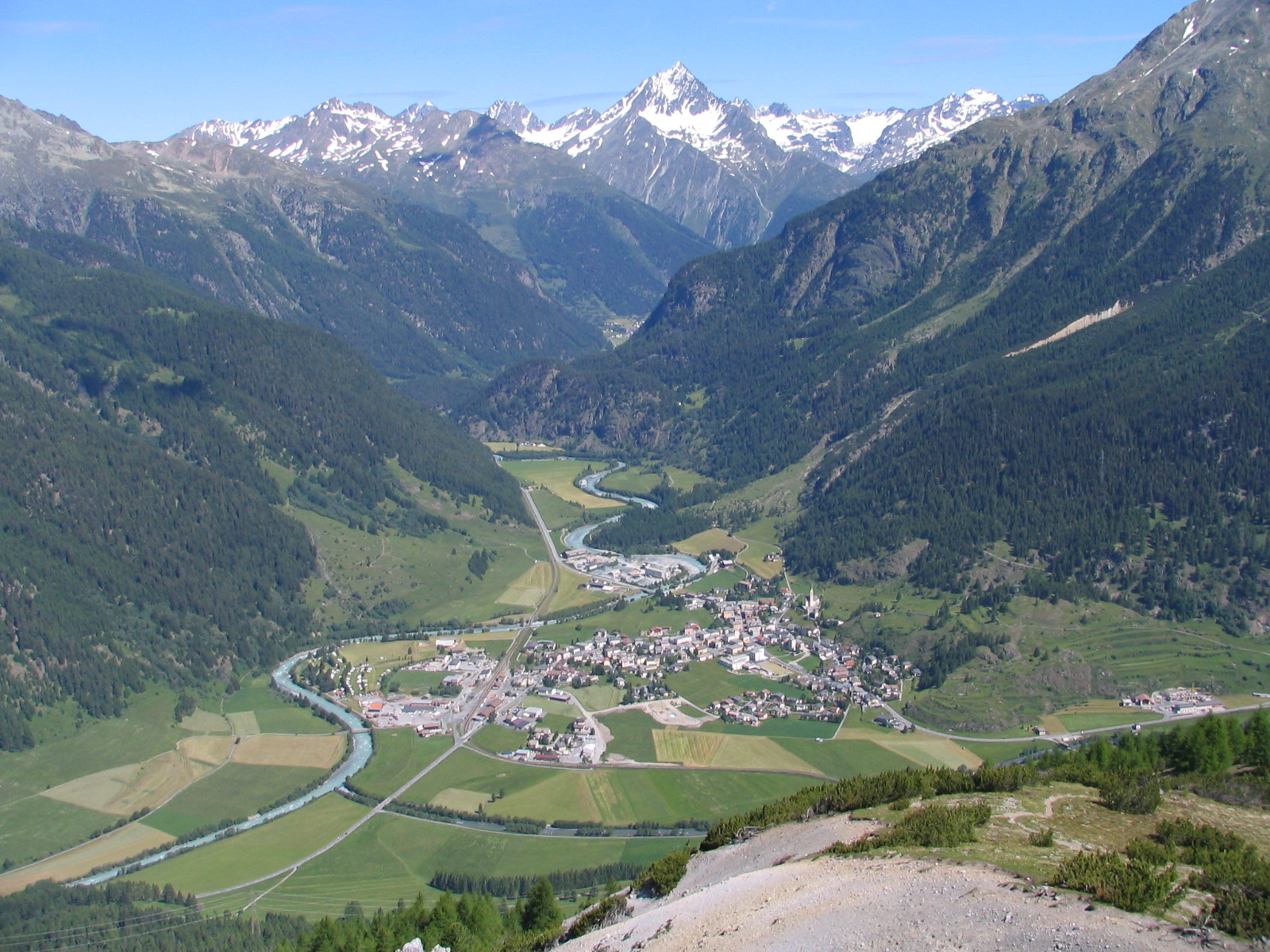
Zernez, 2008, Richtung Norden

Zu allen Zeiten war Zernez ein wichtiger Verkehrsknotenpunkt; seit 1913 führt die Linie Bever–Scuol der Rhätischen Bahn durch Zernez. Nach wie vor ist Zernez eine der waldreichsten Gemeinden der Schweiz. 68 Prozent der Fläche des 1914 gegründeten Schweizerischen Nationalparks liegen auf ihrem Gebiet. Das 1968 in Zernez eingerichtete Nationalparkzentrum (Museum) zog 2008 in einen Neubau; seit 2007 beherbergt das barocke Schloss Wildenberg die Parkverwaltung. Zernez ist ferner Sitz der Engadiner Kraftwerke. 1971 wurden das Pumpspeicherwerk mit Livignosee und Ausgleichsbecken Ova Spin eröffnet. In den letzten Jahrzehnten des 20. Jahrhunderts wurden Baugewerbe und Tourismus zu den wichtigsten Arbeitgebern.

## Wappen
Mit der Fusion erhielt die Gesamtgemeinde ein neues Wappen, in dem die Hauptelemente der drei ehemaligen Gemeindewappen enthalten sind. Das alte Wappen behielt die Gültigkeit als Wappen für das Dorf Zernez.

### Gemeindewappen
| Wappen von Zernez | Blasonierung: «Geteilt, oben gespalten: im ersten Feld in Silber die obere rechte Vierung von Schwarz und Silber schräglinks geteilt, die obere linke Vierung von Schwarz und Silber schrägrechts geteilt darunter ein aufrechter schwarzer rotgezungter und gezierter Steinbock; im zweiten Feld in Silber auf grünem Dreiberg drei gezinnte schwarze Türme; im dritten Feld in Silber ein aufrechter, rot bewehrter schwarzer Bär, eine bewurzelte grüne Tanne tragend.» |
| Wappen von Zernez | |

Der Steinbock stammt aus dem Wappen von Lavin, die Türme aus demjenigen von Susch und der Bär aus dem von Zernez.

### Dorfwappen
| Wappen von Zernez | Blasonierung: «In Silber (Weiss) ein aufrechter, rot bewehrter schwarzer Bär, eine bewurzelte grüne Tanne tragend» |
| Wappen von Zernez | Das Wappen erinnert an die vielen Bärengeschichten aus den Wäldern der Gemeinde. Gleichzeitig verweist es auch auf die Familie Planta, die für die Gemeinde von grosser Bedeutung war und eine Bärentatze im Wappen führte. |

## Bevölkerung
| Bevölkerungsentwicklung | Bevölkerungsentwicklung | Bevölkerungsentwicklung | Bevölkerungsentwicklung | Bevölkerungsentwicklung | Bevölkerungsentwicklung | Bevölkerungsentwicklung | Bevölkerungsentwicklung | Bevölkerungsentwicklung | Bevölkerungsentwicklung |
| ----------------------- | ----------------------- | ----------------------- | ----------------------- | ----------------------- | ----------------------- | ----------------------- | ----------------------- | ----------------------- | ----------------------- |
| Jahr                    | 1835                    | 1850                    | 1900                    | 1910                    | 1950                    | 1980                    | 1990                    | 2000                    | 2020                    |
| Einwohner               | 634                     | 603                     | 596                     | 1075 (Bahnbau)          | 739                     | 920                     | 869                     | 959                     | 1506                    |

Zahl für 2020 inkl. die ehemaligen Gemeinden Lavin und Susch.

### Sprachen
1880 gaben 84 %, 1900 79 % und 1941 78 % der Bürger Romanisch (in der Variante des Vallader) als Muttersprache an. In der Zeit nach dem Zweiten Weltkrieg ging der Anteil des Romanischen zwar weiter zurück, doch ist dieses nach wie vor Mehrheitssprache. 1990 gaben 81 % und im Jahr 2000 80 % Romanischkenntnisse an. Die Entwicklung der vergangenen Jahrzehnte zeigt folgende Tabelle (gültig für den Ortsteil Zernez, ohne Lavin und Susch):
| Sprachen in Zernez |                   |                   |                   |                   |                   |                   |
| Sprachen           | Volkszählung 1980 | Volkszählung 1980 | Volkszählung 1990 | Volkszählung 1990 | Volkszählung 2000 | Volkszählung 2000 |
| Sprachen           | Anzahl            | Anteil            | Anzahl            | Anteil            | Anzahl            | Anteil            |
| Deutsch            | 207               | 22,50 %           | 243               | 27,96 %           | 300               | 31,28 %           |
| Rätoromanisch      | 645               | 70,11 %           | 571               | 65,71 %           | 586               | 61,11 %           |
| Italienisch        | 56                | 6,09 %            | 41                | 4,72 %            | 42                | 4,38 %            |
| Einwohner          | 920               | 100 %             | 869               | 100 %             | 959               | 100 %             |

### Religionen und Konfessionen
In Zernez wurde im Jahr 1553 die Reformation eingeführt.

### Herkunft und Nationalität
Von den 1044 Bewohnern waren 922 (= 88 %) Schweizer Staatsangehörige (Stand: Ende 2005).

## Sehenswürdigkeiten
In Zernez liegt das aus dem 17. und 18. Jahrhundert stammende Schloss Wildenberg. Im Ortsteil Runatsch steht eine frühbarocke Pfarrkirche von 1609 mit reichen Stuckverzierungen.
- Barocke evangelische Pfarrkirche mit dem romanischen Turm des Vorgängerbaus.
- Gotische reformierte Kapelle San Bastian.
- «Chasa Bezzola».[7]
- Bahnhistorisches Ensemble am Bahnhof.[8]
- Ausweichstelle der RhB.[9]
- «Morenturm», mittelalterlicher Wohnturm.[10]
- Schloss Planta-Wildenberg.[11]
- Das neue Nationalparkhaus, Museum zum schweizerischen Nationalpark.
- Hotel Parc Naziunal Il Fuorn[12]
- Im Ortsteil Brail: mittelalterliche evangelische Kirche.
- Ehemalige Talsperre von La Serra.
- Fuorcha, der alte Gerichtsgalgen an der Grenze zu Susch.

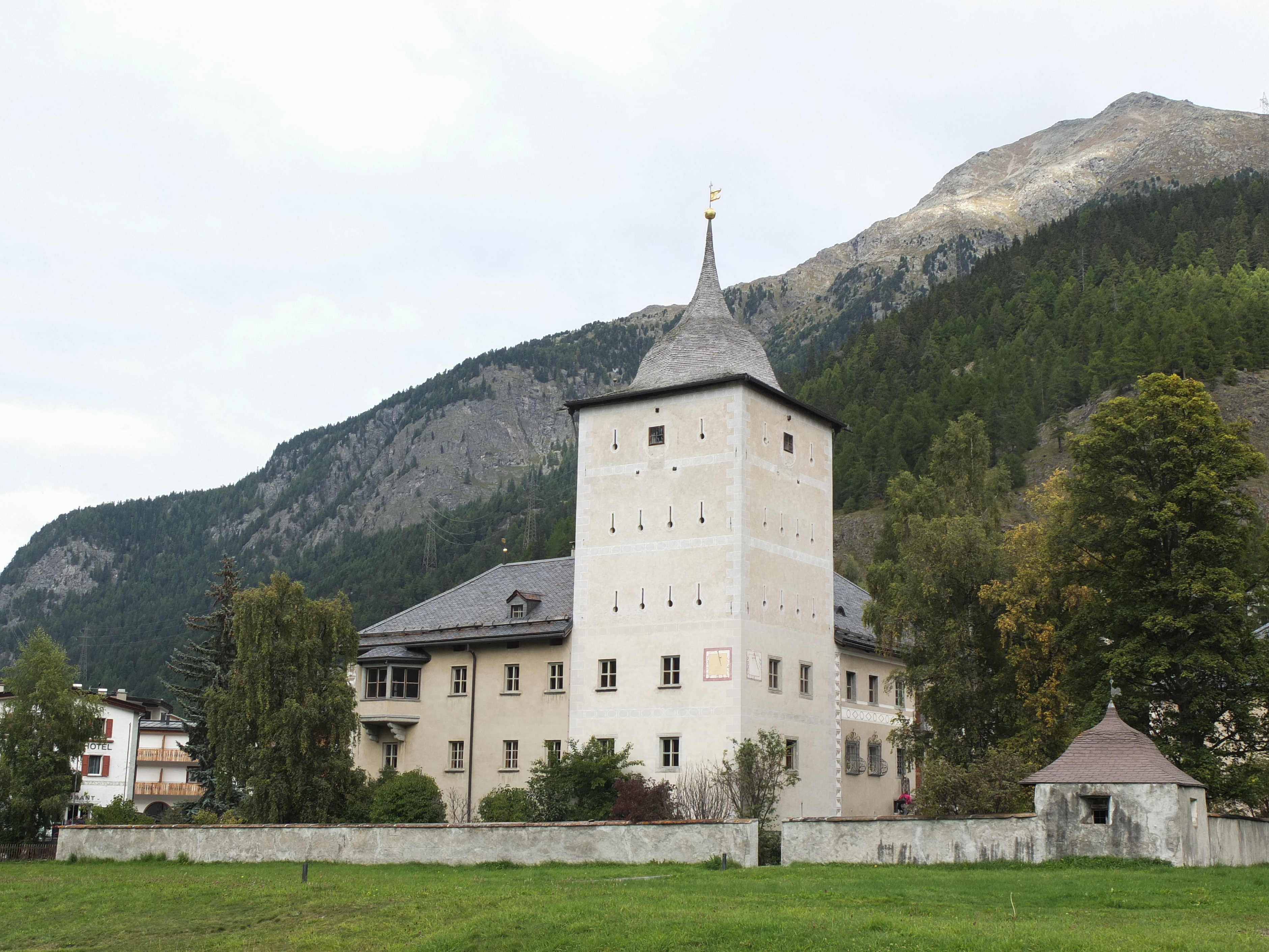
Schloss Wildenberg
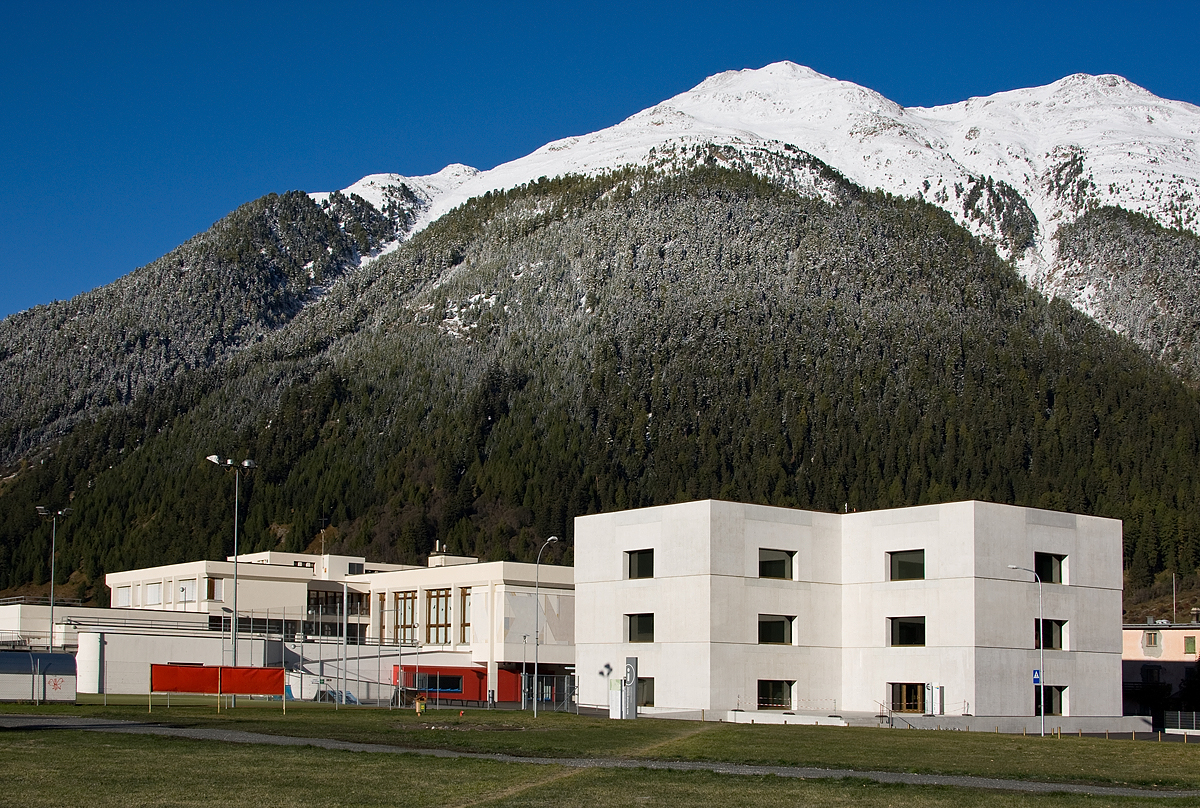
Nationalpark-Haus
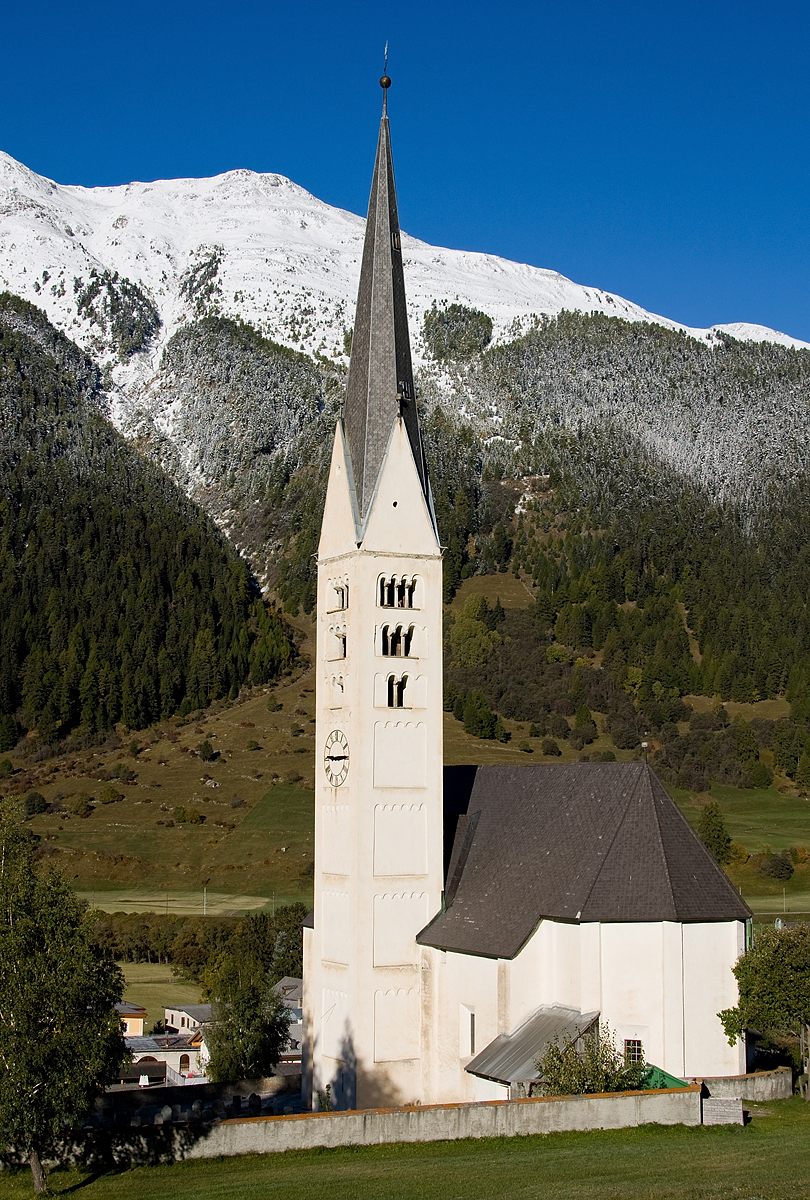
Evangelische Kirche
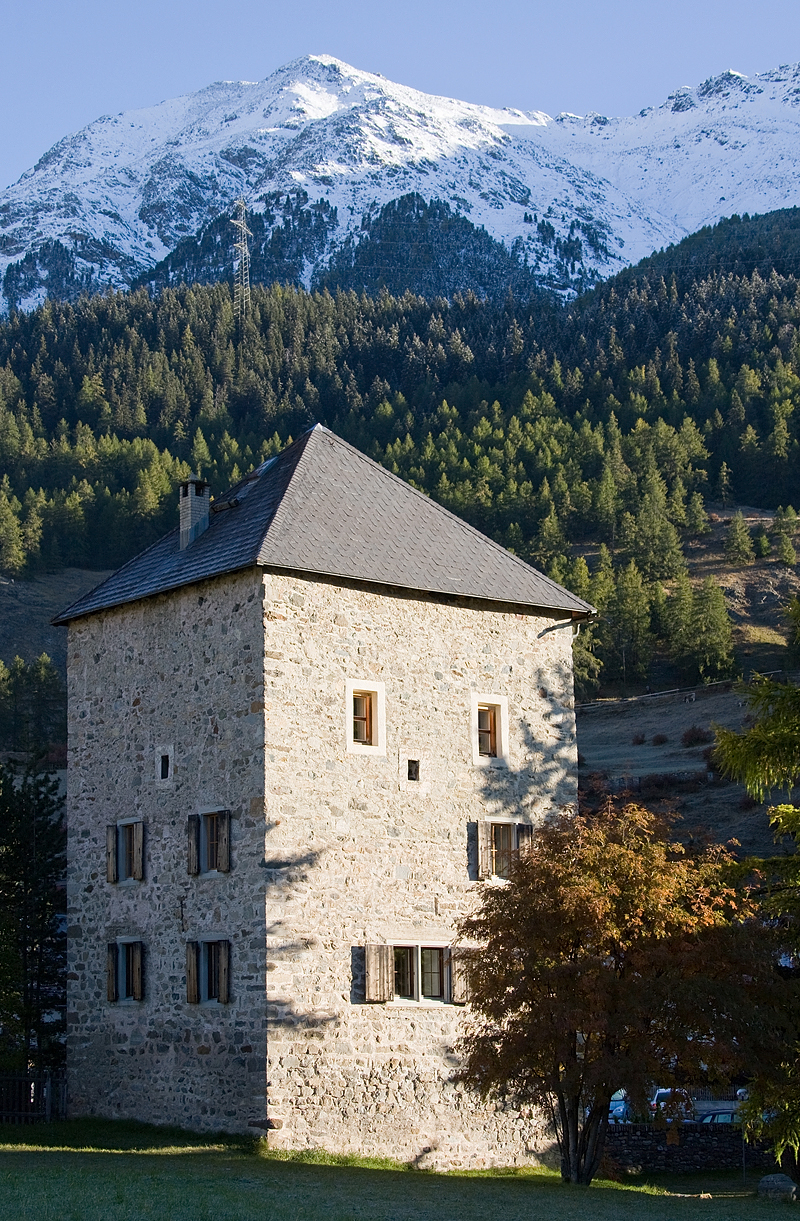
Mittelalterlicher Wohnturm (Moorenturm der Ritter Moor)
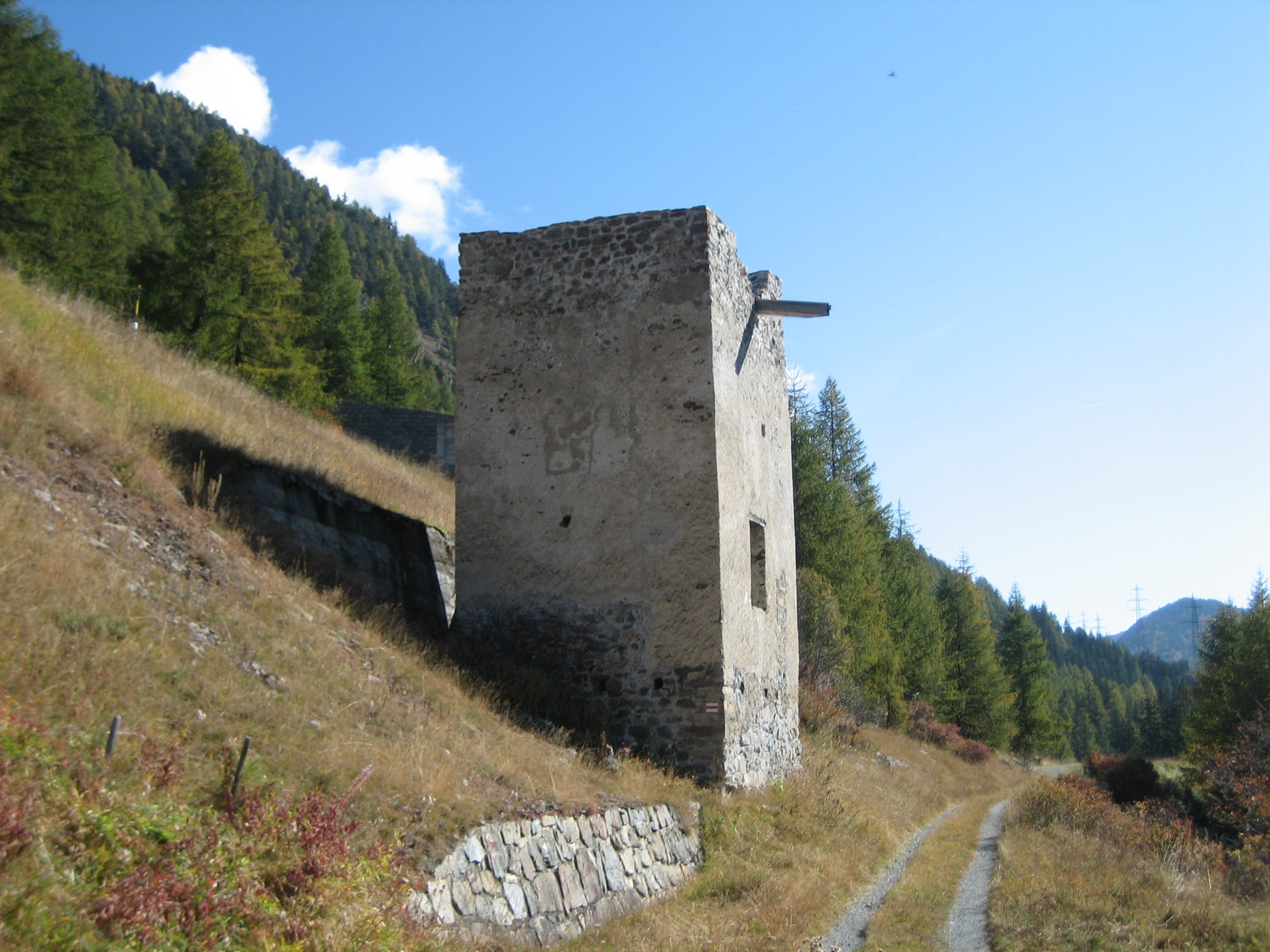
Ehemalige Talsperre La Serra

## Kultur und Veranstaltungen
In der Tradition der Übernamen der Engadiner Dörfer heissen die Zernezer ils magliachognas  (deutsch «die Hundefresser»).
Seit 2011 findet Ende Juni / Anfang Juli in Zernez das Burning Mountain Festival statt. Seit 2017 findet alle zwei Jahre das Engadin Schlager- und Volksmusik Openair statt.
Seit 2006 findet jährlich Anfang Juli der Engadin Radmarathon statt, der Teil des Chiba Alpencups ist. Für gewöhnlich werden zwei Streckenvarianten angeboten, die kürzere führt Richtung Ofenpass rauf und verläuft über den Munt-la-Schera-Tunnel führend zum Forcola di Livigno und über den Berninapass zurück nach Zernez. Die längere Streckenvariante führt über den Flüelapass und Albulapass zurück zum Startort.

## Verkehr

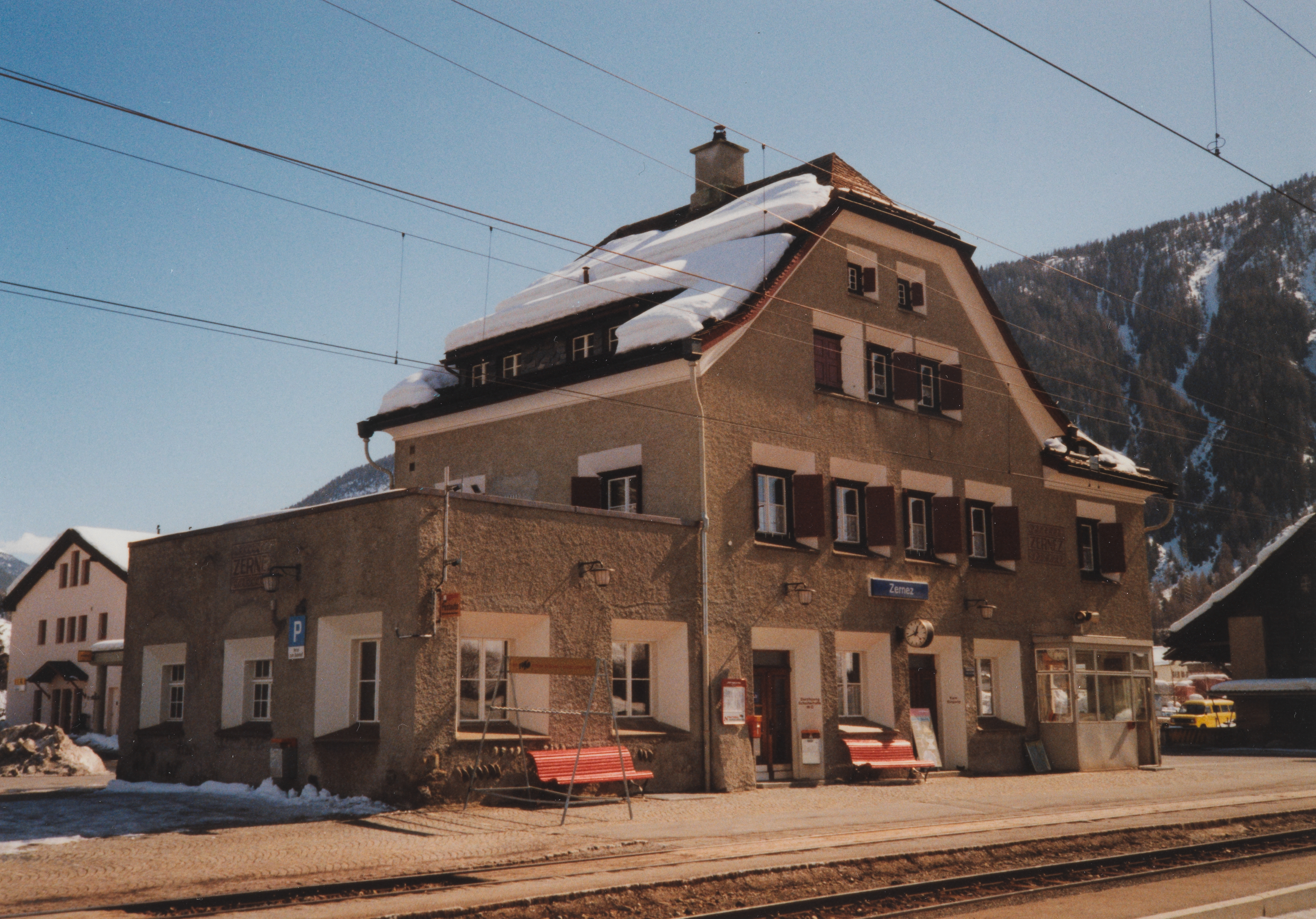
Bahnhof Zernez 1999

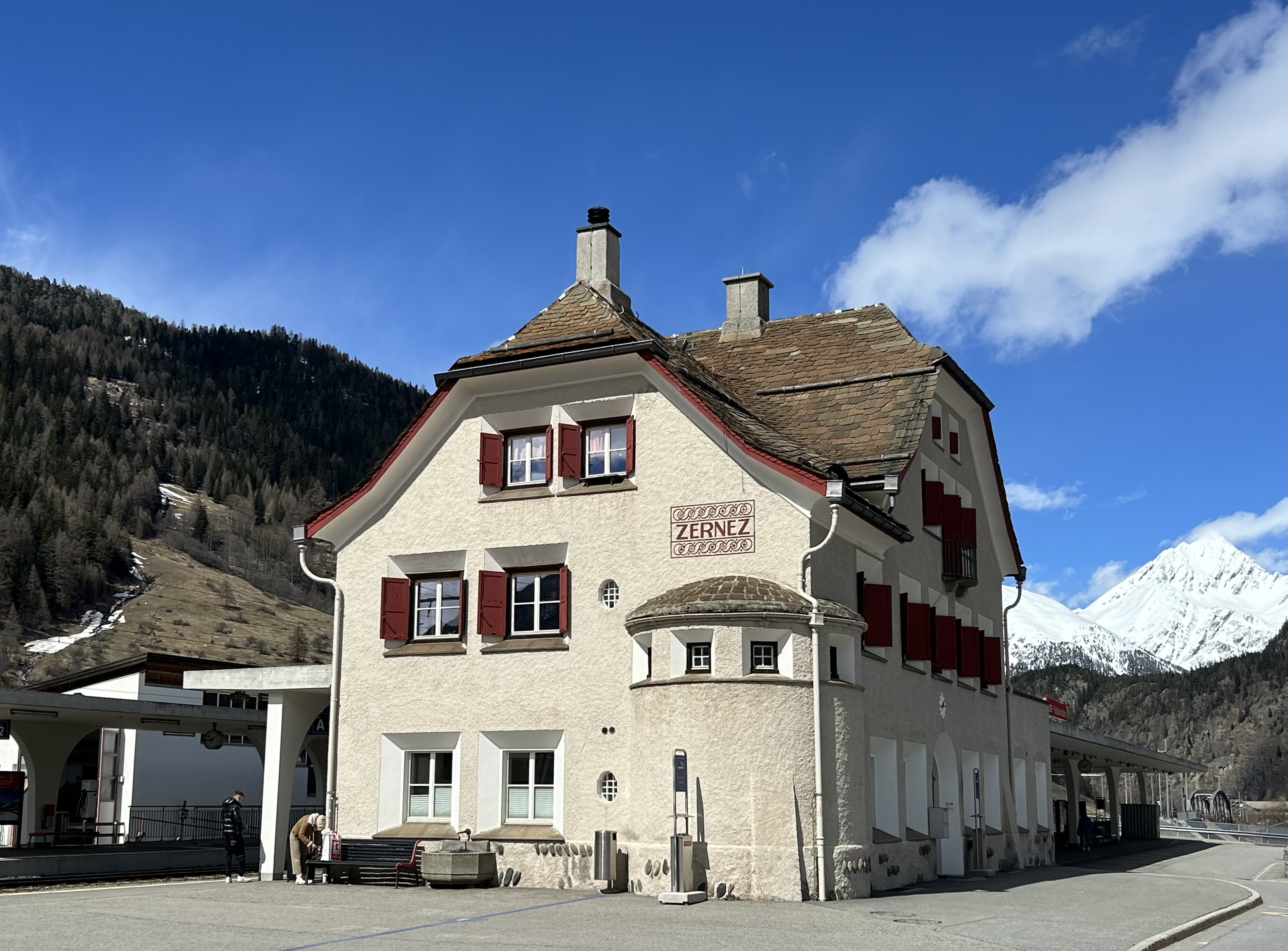
Bahnhof Zernez 2024 (Strassenseite)

Zernez liegt an der Bahnstrecke Bever–Scuol-Tarasp mit Anschlüssen an die Albulabahn bzw. die Vereinalinie. Eine Postauto-Linie verbindet Zernez mit Mals im italienischen Vinschgau. Eine weitere Buslinie verbindet Zernez mit dem italienischen Livigno. Durch den Ort verlaufen die Hauptstrasse 27 und die Hauptstrasse 28.

## Persönlichkeiten
- Marcus Tatius Tatius Alpinus (um 1509–1562), Humanist, Übersetzer und Poet
- Caspar Grass (1639–1721), reformierter Pfarrer, Theologe und Bibelübersetzer
- Andrea Bezzola (1840–1897), Bundesrichter und Nationalratspräsident
- Jon Guidon (1892–1966), Dichter
- Andrea Schorta (1905–1990), Linguist, Gewinner Prix Charles Veillon und Bündner Kulturpreis
- Rudolf Grass (1906–1982), Zernezer Dorffotograf
- Robert F. Schloeth (1927–2012), Direktor des Schweizerischen Nationalparks, lebte 1958–1990 in Zernez
- Jacques Guidon (1931–2021), Zeichner, Maler, Bildhauer, Schriftsteller und Theaterregisseur
- Ursina Haller (* 1985), Snowboarderin